# BRAND NEW HITS!
BRAND NEW HITS!（ブランニュー・ヒッツ）は、全国のJFN系列で放送されている、新譜情報番組。邦楽・洋楽問わず、最近発売した曲、もしくはもうすぐ発売される新曲などを一曲紹介する。2006年3月終了。

## 放送時間
- 月曜日 - 金曜日 20:55 - 21:00

この時間放送されない局のほとんどでは局の推薦曲紹介番組などが放送されていることが多い。また、radio CUBE FM三重では火曜日と木曜日のみネットしている。

## DJ
- 西任白鵠
  - 藤本えみり
  - 中田美香